# Basketbol'nyj klub Vologda-Čevakata
Il Basketbol'nyj klub Vologda-Cevakata (in russo Баскетбольный клуб Вологда-Чеваката?) è una società femminile di pallacanestro di Vologda fondata nel 1995.